# Nicolae Ciupercă
Nicolae Ciupercă (20 de abril de 1882 - 25 de mayo de 1950) fue un general rumano, nacido en Râmnicu Sărat. Sirvió durante la Primera Guerra Mundial y la Segunda Guerra Mundial bajo el mando de Alexandru Averescu y luego de Ion Antonescu, pero se retiraría de la vida militar en 1941 por desacuerdos estratégicos con Antonescu. También se desempeñó como Ministro de Defensa Nacional en 1938-1939.

## Primeros años de vida
Nicolae nació en abril de 1882 en Râmnicu Sărat, condado de Buzău, ubicado en la parte noreste de la región histórica de Muntenia . Después de graduarse en 1900 de la escuela secundaria local, asistió a la Escuela de Oficiales de Infantería y Caballería en Bucarest y se graduó en 1902 primero en su clase, con el rango de segundo teniente . Después de ser ascendido a teniente (1907) y capitán (1911), se graduó en 1913 en la Escuela Militar de París . Ese año, Nicolae participó en la segunda guerra de los Balcanes como comandante de una compañía.
Después de que Rumanía entrara en la Primera Guerra Mundial del lado de los aliados en 1916, Nicolae fue ascendido al rango de mayor y sirvió en el Segundo Ejército rumano, bajo el mando del general Alexandru Averescu . En mayo de 1917 fue condecorado con la Orden de la Corona de Rumanía, clase Oficial. Por su papel en la Batalla de Mărăști más tarde ese año, fue galardonado con la Orden de la Estrella de Rumania, el rango de Caballero y la Croix de Guerre y ascendió de rango a teniente coronel.
Por sus acciones durante la guerra húngaro-rumana fue ascendido a coronel en 1920. En octubre de 1930 fue ascendido a general de brigada y en octubre de 1937 ascendió a general de división . Ocupó múltiples comandos durante este tiempo; en particular, de 1937 a 1938 fue comandante del 3.er Cuerpo de Ejército y de 1939 a 1940 fue comandante del 2.º Ejército. En junio de 1940 fue ascendido a teniente general y puesto al mando del Cuarto Ejército rumano .

## Vida política
Nicolae se desempeñó como Ministro de Defensa rumano de 1938 a 1939 bajo el gabinete de Second Cristea . Era un anticomunista devoto y sería conocido por las duras purgas de presuntos comunistas dentro del ejército rumano . Renunciaría al cargo después de entrar en conflicto con el rey Carol II debido a una propuesta para reducir el presupuesto del ejército rumano. Más tarde continuaría afirmando que esto fue una acción de corrupción por parte de Carol, ya que el rey se negó a explicarle al general a dónde irían los fondos faltantes. A pesar de sus afirmaciones, fue imposible ratificar la afirmación y se hizo pasar como un rumor.

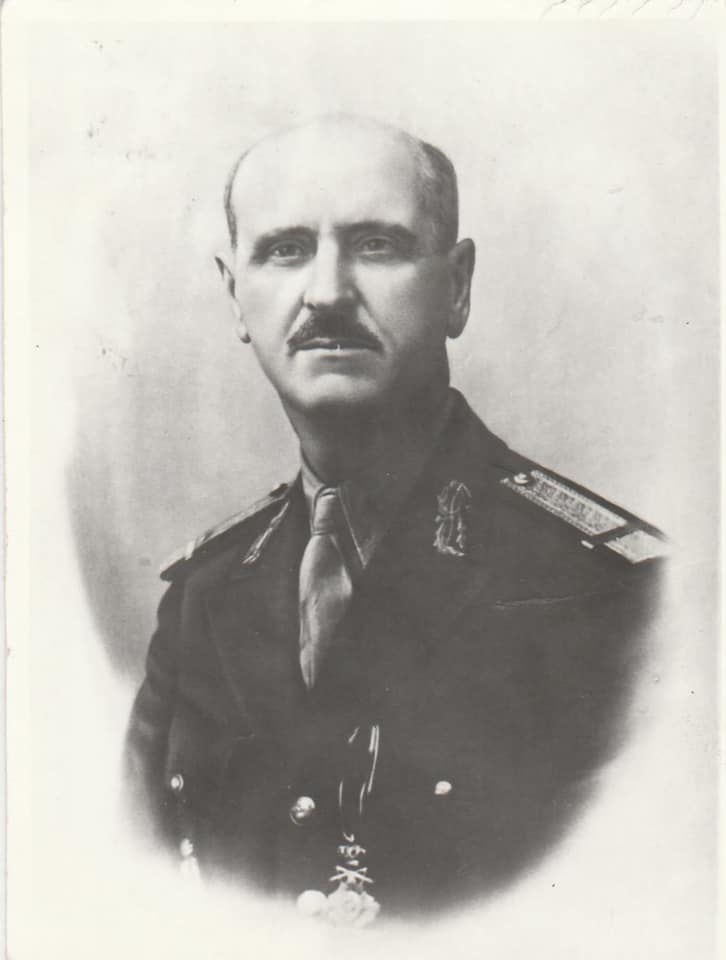
Nicolae durante el segundo gabinete Cristea

## Ocupación soviética de Besarabia y el norte de Bucovina
El 26 de junio de 1940, la Unión Soviética exigió que las regiones del norte de Bucovina y Besarabia fueran evacuadas de todo el personal militar rumano y la administración civil, y que los territorios fueran cedidos a la URSS. Debido a la abrumadora presión internacional, el gobierno rumano se vio obligado a aceptar el ultimátum, y la ocupación soviética de Besarabia y el norte de Bucovina comenzó el 28 de junio.
El Cuarto Ejército al mando del general Nicolae estaba estacionado a lo largo de la frontera soviética con Rumania y, por lo tanto, fue puesto a cargo de la evacuación de activos militares y civiles en la región. A pesar de la retirada de las tropas rumanas, hubo una serie de escaramuzas en la región que el general trató de evitar a toda costa. Debido a esta elección, no todos los activos militares pudieron ser evacuados a tiempo y las tropas soviéticas confiscaron una gran cantidad de armas del ejército rumano. Las tropas soviéticas también se apoderaron de la región de Hertsa, que no había sido acordada por el gobierno rumano. Estallaron varios enfrentamientos en la región entre las tropas soviéticas y rumanas, sin embargo, el general Nicolae pudo evacuar todos los activos militares del área con pocas pérdidas de vidas.

## Operación Múnich
El general Ciupercă todavía estaba bajo el mando del 4º Ejército cuando Rumania se unió a la Operación Barbarroja el 22 de junio de 1941 para recuperar los territorios perdidos de Besarabia y Bucovina. La Operación München fue el nombre en clave utilizado para una invasión conjunta rumano-alemana de la Unión Soviética a través del territorio rumano. El general Ciupercă tenía bajo su mando 127.625 militares, de los cuales 4.321 eran oficiales y 3.371 suboficiales. Él y el Cuarto Ejército tenían la tarea de recuperar la ciudad de Țiganca en el sur de Besarabia. Debido a los fuertes contraataques soviéticos, el 3.er Cuerpo del 4.º Ejército fue rechazado de la cabeza de puente que habían intentado formar al otro lado del río Prut . Sin embargo, el 4. ° Cuerpo del 4. ° Ejército pudo crear una cabeza de puente al norte de la ciudad y alivió la presión sobre el 3. ° Cuerpo. El general Nicolae logró asegurar la cabeza de puente y la ciudad misma horas después. El 4º Ejército seguiría a las fuerzas soviéticas en retirada hasta el río Dniéster, luchando solo en enfrentamientos menores en el camino.

## El asedio de Odesa
Cuando Adolf Hitler convenció al Conducător rumano Ion Antonescu de cruzar el río Dniéster, Nicolae todavía estaba al mando del 4º Ejército. El 4º Ejército rumano avanzó a lo largo de la costa del Mar Negro hasta llegar a las afueras de la ciudad soviética de Odesa . La ciudad fue rodeada por elementos del 4º Ejército rumano y el 11º Ejército alemán, y debido a la fuerte resistencia de las fuerzas soviéticas atrapadas dentro de la ciudad, los ejércitos rumano y alemán decidieron sitiar Odesa . El 4.º ejército rumano participó en este asedio con 339.223 soldados, de los cuales 12.049 eran oficiales y 9.845 suboficiales. Nicolae se encargó de la defensa de las afueras de la ciudad, mientras que el ejército principal al mando de los generales Antonescu, ro, y Alexandru Ioanițiu † empujó más profundamente en la ciudad. Durante una reunión de estado mayor con el comando, Nicolae tuvo una disputa con el general Antonescu y el Estado Mayor sobre las tácticas que se utilizarían en el asalto a la ciudad. Antonescu y el Estado Mayor favorecieron un ataque desde múltiples direcciones y un avance general de tropas en el frente; Sin embargo, Nicolae favoreció un movimiento de punta de lanza, un intento de romper las líneas soviéticas antes de que tuvieran la oportunidad de organizar una resistencia seria. Esta disputa llevaría a Antonescu a destituir a Nicolae de su cargo y a ser reemplazado por el general Ioan Glogojeanu y el general Iacobici.  retiró el 13 de octubre y regresó a su ciudad natal de Râmnicu Sărat . El 17 de octubre, el día después de que Odesa cayera ante las fuerzas rumanas, Nicolae recibió la Orden de Miguel el Valiente, 3.ª clase por su liderazgo del 4.º Ejército durante el período del 22 de junio al 9 de septiembre.

## Juicio y condena de posguerra
Después del final de la guerra, Nicolae se unió a la organización anticomunista Graiul Sângelui . Fundada en la primavera de 1945 por Ion Vulcănescu, los miembros de la organización buscaban facilitar las acciones de las tropas aerotransportadas estadounidenses que esperaban aterrizar en Rumania (ver Vin americanii! ). En 1946, Nicolae fue nombrado comandante militar de la organización, bajo el nombre conspirativo de "General Cioantă", y el coronel Ion Gradin fue nombrado Jefe de Estado Mayor. A partir de marzo de 1948, los miembros del grupo del valle de Prahova fueron dirigidos por el mayor Constantin Latea, y los grupos de Caracal, Orșova y Banat fueron dirigidos por el general Grigore Moșteoiu. Las tropas de desembarco estadounidenses debían lanzarse alrededor de Bucarest, en el valle de Prahova y en los valles de los ríos Someș y Mureș en Transilvania . La Securitate tomó nota de las actividades de Graiul Sângelui y, en el otoño de 1948, algunos de sus miembros fueron arrestados. Nicolae se opuso a las propuestas para disolver la organización y, según los informes, dijo: "Iremos a prisión para que se sepa que no queríamos que Rumania se convirtiera en una república de la Unión Soviética".
Debido a estas actividades ya su asociación con la invasión rumana de la Unión Soviética, el 12 de septiembre de 1948, el general retirado fue arrestado y juzgado por el Tribunal Popular de Bucarest . Fue condenado a 12 años de prisión por conspirar contra la República Popular Rumana y conspirar contra el orden social. El 31 de diciembre de 1948 fue encarcelado en la prisión de Jilava, donde fue brutalmente golpeado. Desde allí, fue trasladado a la prisión de Văcărești en las afueras del sur de Bucarest. Debido a problemas de salud, Nicolae fue admitido en el ala médica de la prisión, donde murió el 25 de mayo de 1950, enfermo de aterosclerosis cerebral, enfermedad de Parkinson, miocarditis y azotemia .
En 2019, una calle en Buzău recibió su nombre del general Nicolae, mientras que en 2020, una calle en Râmnicu Sărat recibió su nombre.

## Premios
- Orden de la Estrella de Rumania, rango de Caballero – ID 437/13.05.1917.
- Orden de la Corona de Rumanía, clase Oficial – ID 846/9.08.1917.
- Croix de Guerre - brevet 834/13.02.1918.
- Orden de Santa Ana, 2ª clase - brevet 11360/29.08.1917.
- Orden de Polonia Restituta, clase Comandante - brevet 66928/19.12.1924.
- Orden de la Estrella de Rumanía, rango de Comandante – ID 20/1335/9.05.1934.
- Orden de la Corona de Rumanía, clase Gran Cruz - 8 de junio de 1940.
- Orden de Miguel el Valiente, 3.ª clase - 17 de octubre de 1941.
- Orden de la Corona de Rumanía, clase Gran Cruz – ID 2168/29.07.1942.